# Fútbol Club Pinar del Río
Il Fútbol Club Pinar del Río (o FC Pinar del Río) è una squadra di calcio cubana della Provincia di Pinar del Río. È affiliato alla Federazione calcistica di Cuba e ha vinto 7 volte il campionato cubano, arrivando seconda in 6 occasioni.
Il Pinar del Río è, inoltre, l'unica squadra cubana ad aver raggiunto la finale di CONCACAF Champions League, nel 1989 e nel 1990, venendo sconfitta, rispettivamente, dai messicani del Pumas UNAM e dell'América.

## Palmarès

### Competizioni nazionali
- Campionato cubano: 7

1987, 1988-1989, 1989-1990, 1991-1992, 1995, 1999-2000, 2006
- Secondo posto: 6

1981, 1983, 1992, 1997, 2004-2005, 2013

### Competizioni internazionali
- CONCACAF Champions League:
- Secondo posto: 2 (1989, 1990)
- Campionato per club CFU:
- 1 partecipazione (2007)